# Bewirtschaftung
Unter Bewirtschaftung versteht man die planvolle und wertschöpfende Nutzung und das Management von Wirtschaftsobjekten sowie die Verwendung von Haushaltsmitteln.
Das Wort „Bewirtschaftung“ leitet sich vom Wirtschaften ab, also der planmäßigen und effizienten Entscheidung über knappe Ressourcen zwecks bestmöglicher Bedürfnisbefriedigung. Als zu bewirtschaftende Wirtschaftsobjekte kommen Immobilien (Wohn- oder Gewerbeimmobilien), technische Anlagen, Gewässer, Landwirtschaft oder Wirtschaftswald in Betracht; flächenmäßig werden insbesondere Agrarflächen, Gewerbeflächen, Waldflächen, Wasserflächen oder Wohnflächen bewirtschaftet. Die Bewirtschaftung hat auch im Rahmen der Staatsfinanzen eine große Bedeutung.

## Immobilien
Die Bewirtschaftung von Immobilien ist eine Teilaufgabe des Facilitymanagements. Die Aufgabe der Immobilienbewirtschaftung besteht darin, Immobilien bereitzustellen, die die Ziele der Grundeigentümer möglichst weitgehend erfüllen. Das Kerngeschäft der Immobilienbewirtschaftung umfasst insbesondere Buchhaltung (Mieten, Betriebskosten und Nebenkosten sowie die Anforderung von Nachzahlungen), Controlling, Gebäudeversicherungen, Immobilienverwaltung (Kautionen, Wohn- und Gewerbeflächen), Leerstandsmanagement, Parkraumbewirtschaftung, Vermietungswesen oder Vertragswesen. Bei der Immobilienbewirtschaftung steht die Nutzung im Vordergrund, die durch die Grundeigentümer, die Betreiber und die Nutzer bestimmt wird. Die Immobilienbewirtschaftung kann eine Funktion im eigenen Unternehmen darstellen, aber auch Dienstleistung für Dritte sein (Immobilienmanagement).

## Landwirtschaft/Forstwirtschaft/Gewässer
Die Bewirtschaftung landwirtschaftlicher Nutzflächen erfolgt durch Anbau, Pflanzenschutz und Ernte im Rahmen der Agrarproduktion. Landwirtschaft sind gemäß § 585 Abs. 2 BGB die Bodenbewirtschaftung und die mit der Bodennutzung verbundene Haltung von Nutztieren, um pflanzliche oder tierische Agrarprodukte zu gewinnen, sowie die gartenbauliche Erzeugung. Die Waldbewirtschaftung von Wirtschaftswald geschieht durch die Forstwirtschaft. Bei der Bewirtschaftung von Grundflächen im Eigentum oder Besitz der öffentlichen Hand sollen die Ziele des Naturschutzes und der Landschaftspflege in besonderer Weise berücksichtigt werden (§ 1 Abs. 4 BNatSchG). Als unbewirtschaftet gelten zum Beispiel Brachland, Ödland, Urlandschaften oder leerstehende Gebäude. Durch Bewirtschaftung einer Naturlandschaft bilden sich Kulturlandschaften.
Zweck des Wasserhaushaltsgesetzes (WHG) ist es, durch eine nachhaltige Wasserbewirtschaftung die Gewässer als Bestandteil des Naturhaushalts, als Lebensgrundlage des Menschen, als Lebensraum für Tiere und Pflanzen sowie als nutzbares Gut zu schützen (§ 1 WHG). Die Wasserwirtschaft ist die Bewirtschaftung des Wassers durch den Menschen. Sie wird eingeteilt in die Bewirtschaftung von ober- und unterirdischen Gewässern, die Trinkwassergewinnung und -verteilung, die Bewirtschaftung von Abwässern und die Entwässerung von niederschlagsreichen oder die Bewässerung von niederschlagsarmen Gebieten.

## Technische Anlagen
Die Betreiber technischer Anlagen müssen bei deren Bewirtschaftung besondere gesetzliche Anforderungen erfüllen (siehe Betriebserlaubnis). Das liegt an den großen Betriebsgefahren, die von Industrieanlagen und anderen technischen Systemen ausgehen können. Zu den technischen Anlagen zählen insbesondere Abwasser-, Förder-, lufttechnische, Kommunikations-, Telekommunikations-, Wärmeversorgungs- oder Wasserkraftanlagen. Viele davon sind überwachungsbedürftige Anlagen. Im Zentrum steht die Verhinderung oder Minimierung von Betriebsstörungen, wobei das Facilitymanagement für eine umfassende Instandhaltung, Wartung sowie die Durchführung von erforderlichen Reparaturen zu sorgen hat. Das technische Gebäudemanagement soll die Gebäude und Anlagen funktionsfähig halten.

## Wirtschaftliche Aspekte
Zentrale Kostenart bei der Bewirtschaftung sind die Bewirtschaftungskosten, die in § 187 Abs. 1 BewG eine Legaldefinition besitzen. Danach sind die Bewirtschaftungskosten die bei gewöhnlicher Bewirtschaftung nachhaltig entstehenden Verwaltungskosten, Betriebskosten, Instandhaltungskosten und das Mietausfallwagnis; durch Umlagen gedeckte Betriebskosten bleiben unberücksichtigt. Ertragsfähigkeit ist der bei ordnungsmäßiger und schuldenfreier Bewirtschaftung mit entlohnten fremden Arbeitskräften gemeinhin und nachhaltig erzielbare Reinertrag (§ 36 Abs. 2 BewG). Der Gebäudeertragswert ergibt sich nach § 185 Abs. 1 BewG aus dem Rohertrag des Grundstücks (§ 186 BewG) abzüglich der Bewirtschaftungskosten (§ 187 BewG).

## Staatliche Bewirtschaftung
Im Rahmen der Staatsfinanzen betrifft die Bewirtschaftung die Haushaltswirtschaft, die unter anderem dem Prinzip einer sparsamen Bewirtschaftung unterliegt (§ 12 Abs. 3 HGrG). Haushaltsrechtlich wird unter Bewirtschaftung die Steuererhebung von Staatseinnahmen oder die Verteilung der Staatsausgaben verstanden. Mit der Zuweisung von Ausgaben zur selbständigen Bewirtschaftung wird eine Dienststelle zum „Bewirtschafter“. Bewirtschaftung bedeutet in diesem Sinne, den durch Haushaltsgesetz festgestellten Haushaltsplan auszuführen. Die Bewirtschaftung geschieht in der öffentlichen Verwaltung durch den Haushaltsvollzug aufgrund eines Haushaltsplans und gibt der Verwaltung die Möglichkeit, Verbindlichkeiten einzugehen und Forderungen zu begründen durch Verwaltungshandeln nach außen.
Als Bewirtschaftung kann auch im Rahmen der Kriegswirtschaft oder Mangelwirtschaft eine staatliche Maßnahme in Form der Rationierung von verbrauchseinschränkenden Teilmengen bestimmter Güter an die Bevölkerung verstanden werden. Sie wird durch Rationierung mit Hilfe von Bezugsscheinen oder bestimmter Kontingente umgesetzt. Ein Mangel an Devisen wegen unzureichender Währungsreserven führt zur Devisenbewirtschaftung.